# 남서부검은코뿔소
남서부검은코뿔소(South-western black rhinoceros)는 남서부 아프리카에 사는 검은코뿔소의 아종이다(북부 나미비아와 남부 앙골라, 남아프리카 공화국에 소개됨). 남서부검은코뿔소는 현재 IUCN에 의해 취약종으로 나열되어 있다. 이 아종에 대한 가장 큰 위협은 불법 밀렵이다.

## 묘사
모든 검은코뿔소 종들처럼 남서부검은코뿔소는 독특한 전치유 입술을 가지고 있고 브라우저이다. 남서부검은코뿔소의 외관은 다른 아종들과 유사하며, 그들과의 가장 중요한 차이점은 상대적으로 넓은 머리 뒤와 치아의 작은 특징들이다. 신체 크기나 뿔의 직선성 및 크기와 같이 자주 언급되는 다른 특징들은 개별적인 변동을 받는다. 남서부검은코뿔소들은 또한 가장 건조한 서식지에 적응하고 건조한 사바나와 사막 기후에서 발견될 수 있다.

## 개체 및 위협
역사적으로, 이 아종은 한때 앙골라와 나미비아를 거닐었지만, 현재 그들의 범위는 감소했다. 이 종의 요새는 주로 나미비아에 있다. 앙골라에서 1~4마리의 표본이 보고되었고, 다른 표본들은 남아프리카 공화국으로 소개되었다. 총 개체수는 증가하고 있으며 2010년에는 1,920마리로 55.8%가 성충이었다. 뿔 가격 상승으로 인한 밀렵이 그들의 개체수에 대한 주요 위협으로 간주된다. 그들은 남중부검은코뿔소와 함께 성공적으로 번식한다.